# Porcelanska šolja
Porcelanska/porculanska šolja je deo laboratorijskog pribora koji se koristi za isparavanje čvrstih materijala i supernatantnih fluida (fluida koji sadrži zasićeni rastvor nad formirajućim talogom jedinjenja). Porcelanske šolje se koriste za isparavanje viška rastvarača (najčešće vode) da bi se proizveo koncentrisani rastvor ili čvrsti talog rastvorene supstance.

## Literatura
- Rajković, M. B.
- Mihajlović, R.